# くずは
くずは（楠葉、樟葉）は、大阪府枚方市北端部の汎称地名。

## 歴史・概要
大まかには京阪本線樟葉駅周辺の地域であり、広義としては隣接する京都府八幡市男山地区の『くずはローズタウン』として開発された地域も含まれる。
1889年（明治22年）4月1日、町村制の施行により、交野郡楠葉村と船橋村が合併して、交野郡（のち北河内郡）樟葉村が発足した。現在も続く漢字表記の使い分けは、この経緯に基づいている。
樟葉村大字楠葉だった地域は、現在の町名では北楠葉町、楠葉、楠葉朝日、楠葉丘、楠葉中之芝、楠葉中町、楠葉並木、楠葉野田、楠葉花園町、楠葉美咲、楠葉面取町、樋之上町、町楠葉、南楠葉に概ね該当する。
樟葉村大字船橋だった地域は、現在の町名では北船橋町、西船橋、東船橋、東山、船橋本町、南船橋に概ね該当する。
地名の由来としては、『古事記』崇神天皇条に、武埴安彦命が謀反を起こして崇神天皇の軍に敗れた際に、逃げ落ちた兵士が恐怖のあまり袴に便を漏らし、その場所を「くそばかま」と呼んだものが転じて「久須波（くすは）」になったと記されており、『日本書紀』にも同様の話が登場する。
継体天皇による樟葉宮の旧跡と伝わる場所が交野天神社の北にあり、町村制の村名は樟葉宮の表記を採用している。他に交野郡の郷名などで「葛葉」表記が登場するが、現在ではほとんど見られない。
江戸時代の河内国交野郡楠葉村は、野田組（楠葉野田）、南組（南楠葉）、町組（町楠葉）が本郷、面取（楠葉面取町）、樋之上（樋之上町）が出郷で、現在も古くからの集落が残っている。他は高度経済成長期以降の新興住宅地で、商店や住宅が多い。町組は京街道沿いの集落で、淀川対岸の摂津国島上郡高浜村（現・三島郡島本町高浜）へ渡し船が出ていた。
1909年（明治42年）に淀川改修工事によって堤防が拡幅され、翌1910年（明治43年）には堤防の東に京阪本線が開通して樟葉駅が設置された。1933年（昭和8年）には堤防上に旧京阪国道（現・府道京都守口線）が開通している。
1938年（昭和13年）に北河内郡枚方町（現・枚方市）へ編入合併された。

### くずはローズタウン
戦後しばらくは枚方中心部から北へ外れた寒村地域であり、京阪沿線としても開発の遅れた地域であったが、1960年（昭和35年）京阪電鉄が沿線の住宅地開発の一環として京都府八幡町の橋本地区東側の丘陵地帯に住宅団地を誘致することとなり、日本住宅公団に住宅団地（男山団地）の誘致を申し入れたのがきっかけとなった。住宅公団はバス路線の乗り入れを誘致の条件としたため、アクセス道路の整備費を捻出するために男山団地周辺に独自に住宅開発を行うこととなり、それが枚方市内約110万m2、八幡市内約26万m2、合計約136万m2のニュータウン「くずはローズタウン」開発の発端となった。
当初は枚方市はこの地域での住宅開発に対しては、もともと農地としても水はけの良くない条件の悪い場所であったため、開発後の公共施設の維持管理の面から積極的ではなかった。この地域における排水問題は京阪電鉄レベルでは解決できないため日本都市計画学会に開発基本計画の策定を委託し、それに基づいて枚方市と八幡町が都市計画を決定した。京阪電鉄はその計画に基づいて街の整備を行った。
1961年（昭和36年）から用地買収が開始され、用地の買収は概ねスムーズに済んだ。1967年（昭和42年）に造成工事が開始され、1968年（昭和43年）に第1次分譲が開始された。樟葉駅は当時の駅から約300m大阪方面へ移設し、新駅とバスターミナル、駅前商業施設『くずはモール街』の整備を行い、1971年（昭和46年）に駅の移設改良が竣工した。

## 警察・消防
- 枚方警察署 楠葉交番
- 枚方警察署 北楠葉交番
- 枚方寝屋川消防組合 枚方東消防署 楠葉出張所

## 教育
- 小学校
  - 枚方市立樟葉小学校
  - 枚方市立樟葉北小学校
  - 枚方市立樟葉西小学校
  - 枚方市立樟葉南小学校
  - 枚方市立船橋小学校
- 中学校
  - 枚方市立楠葉中学校
  - 枚方市立楠葉西中学校
- 大学
  - 大阪歯科大学

## 施設
- 公園・児童遊園・小規模公園
  - 楠葉中央公園
  - 東山公園
  - 楠葉東公園
  - 枚方市民の森
  - 下田公園
  - 天満公園
  - 面取公園
  - 船橋公園
  - くずはセンチュリー公園
  - 二ノ宮公園
  - 鏡伝池緑地 (市民の森)
  - 楠葉台場跡史跡公園
- 文化・交流施設
  - 枚方市立楠葉図書館
- 郵便局
  - 枚方楠葉郵便局
  - 枚方楠葉野田郵便局
  - 枚方楠葉並木郵便局
- 医療機関
  - 関西医科大学くずは病院（旧医療法人柏友会楠葉病院）
- 娯楽施設
  - くずはゴルフリンクス
  - TOHOシネマズ(くずはモール)

## 寺社
- 交野天神社（楠葉丘）
- 光明院（町楠葉）
- 長福寺（町楠葉）
- 建長寺（町楠葉）
- 安養寺（南楠葉）
- 延寿寺（楠葉野田）
- 久親恩寺（楠葉中之芝）
- 久修園寺（楠葉中之芝）
- 極楽寺（楠葉面取町）

## 企業
- 竹国コーポレーション